# Río de sangre
Río de sangre (título original: The Big Sky) es una película estadounidense de 1952 dirigida por Howard Hawks y protagonizada por Kirk Douglas, Dewey Martin y Arthur Hunnicutt.

## Argumento
Es el año 1832 en los Estados Unidos. Un hombre llamado Jim Deakins se encuentra con el joven y hostil Boone Caudill. Tras una enemistad al comienzo ellos se vuelven amigos y se van a San Luis que está cerca de la desembocadura del río Misuri. Allí Boone quiere encontrarse con su tío Zeb Calloway.  
Una vez encontrado él los contrata para ir junto con su socio "Francés" Jourdonnais y otros hacia una expedición en el río Misuri con el propósito de llegar al final del río, que está situado a unas 2.000 millas, y establecer allí relaciones comerciales con los pies negros, algo que nadie hasta entonces ha podido hacer por tener ellos desconfianza hacia los blancos. 
Para hacerlo posible van a llevarse a una chica india, Ojos de Garza, con ella. Es hija de un jefe de esa tribu que quiere volver a casa después de haber sido secuestrada por una tribu enemiga y salvada posteriormente por el "Francés". Llegando con ella significaría la amistad con ellos y la apertura de relaciones comerciales para obtener pieles de ellos, lo que les daría muchas ganancias, algo que la codiciosa Compañía de Pieles de Misuri, que tiene el monopolio al respecto, no quiere.
El viaje hacia allí resulta muy peligroso. El jefe de la compañía de pieles, Louis MacMasters, que sabe de la expedición, quiere a través de su subalterno Streak y de sus hombres evitar a toda costa el éxito de la expedición para no perder el monopolio y con ello mucho dinero.  
Por ello envía a Streak junto con otros hombres para conseguirlo con medios criminales. Para ello Streak incluso incita a los Crow, enemigos de los pies negros, a atacarlos para ello pero son rechazados por la expedición e incluso al final son también acribillados por las personas de la expedición cuando encontraron en un posterior encuentro con ellos una prueba clara de lo que hicieron para evitar que los maten por haberlos descubierto.  
Luego continúan con la expedición. Finalmente llegan al país de los pies negros y al tener Ojos de Garza con ellos son recibidos como habían esperado. Después de conseguir pieles de ellos, cosa que les hará ganar mucho dinero cuando vuelvan ya que todos tendrán parte en las ganancias, se vuelven luego a casa con el propósito de volver el año que viene otra vez para perseguir el mismo propósito.  
Mientrastanto Boone, que tenía animadversión hacia los indios, y Ojos de Garza se enamoran. Él al final deja al lado esa animadversión, se queda con ella y los pies negros y se casa con ella con la aprobación de su tío mientras que también se separa de Jim como amigo despidiéndose además de todos, que guardarán el dinero que habrá ganado con las pieles con la esperanza de verlos otra vez el año siguiente con el mismo propósito. 

## Reparto
- Kirk Douglas - Jim Deakins
- Dewey Martin - Boone Caudill
- Arthur Hunnicutt - Zeb Calloway/ Narrador
- Elizabeth Threatt - Ojos de Garza
- Buddy Baer - Romaine
- Steven Geray - "El Francés" Jourdonnais
- Henri Letonda - La Badie
- Hank Worden - Pobre Diablo
- Jim Davis - Streak
- Paul Frees - Louis MacMasters

## Producción
Cuando Dudley Nichols escribió el guion, él tuvo presente la importancia que Hawks daba a ciertos factores como la amistad dentro de un entorno alejado de lo convencional como es en este caso un territorio prácticamente inexplorado y plagado de peligros y la importancia de la figura femenina que rompe la armonía dentro del grupo masculino que se aventura hacia lo desconocido, algo que en este caso es la intención de abrir una ruta comercial con la tribu de Ojos de Garza.
La película fue rodada en el parque Grand Teton de Wyoming.

## Premios

### Óscar
| Año  | Categoría                                  | Persona          | Resultado |
| ---- | ------------------------------------------ | ---------------- | --------- |
| 1953 | Mejor actor de reparto                     | Arthur Hunnicutt | Nominado  |
| 1953 | Óscar a mejor fotografía en blanco y negro | Russell Harlan   | Nominado  |

### Otros Premios
- 1953: Premios DGA: 1 Nominación (Howard Hawks)